# Mars 3
Denna artikel handlar om den sovjetiska marssonden och ska inte förväxlas med datumet 3 mars.
Mars 3 var en sovjetisk rymdsond och landare som sköts upp den 28 maj 1971, med en Proton K/D raket, för att utforska planeten Mars. 
Rymdsonden gick in i omloppsbana runt Mars den 2 december 1971. Samma dag släpptes landaren mot ytan, den genomförde en lyckad landning, men kontakten bröt 14,5 sekunder efter landningen. Med ombord på landaren fanns en liten "rover" som skulle rullat runt på ytan, kopplad till landaren via en 15 meter lång kabel.

### Fotnoter
1. ↑  ”NASA Space Science Data Coordinated Archive” (på engelska). NASA. https://nssdc.gsfc.nasa.gov/nmc/spacecraft/display.action?id=1971-049A. Läst 27 mars 2020.